# No.0
No.0 è un album in studio del gruppo musicale giapponese Buck-Tick, pubblicato nel 2018.

## Tracce
1. Reishiki 13-gata “Ai” (零式13型“愛”) – 5:40
2. Bishuu LOVE (美醜LOVE) – 4:44
3. BABEL – 5:26
4. Nostalgia (ノスタルジア) – 3:01
5. Ophelia – 4:32
6. Femme Fatale – 3:39
7. Barairo Juujidan -Rosen Kreuzer- (薔薇色十字団Rosen Kreuzer-) – 3:01
8. GUSTAVE – 4:54
9. Moon Sayonara wo Oshiete (Moon さよならを教えて) – 4:58
10. Hikari no Teikoku (光の帝国) – 3:58
11. IGNITER – 2:37
12. Guernica no Yoru (ゲルニカの夜) – 5:41
13. Tainai Kaiki (胎内回帰) – 5:02

## Formazione
- Atsushi Sakurai - voce
- Hisashi Imai - chitarra, voce
- Hidehiko Hoshino - chitarra
- Yutaka Higuchi - basso
- Toll Yagami - batteria